# Privata dimora
La privata dimora è un luogo dove un soggetto si sofferma per compiere atti della vita privata.
È un concetto di notevole rilevanza giuridica in quanto determina la possibilità o l'impossibilità per i pubblici ufficiali di svolgere attività ispettive.

## Applicabilità
Il concetto di luogo dove si svolge un'attività privata, seppur lecita, non è limitato alla propria abitazione; non è quindi limitato alla definizione di residenza o domicilio.
Vi rientrano tutti quei luoghi dove il privato può svolgere un'attività privata, come lo studio, un'attività culturale o di svago, un'attività professionale, artigianale o commerciale, od anche un'attività politica. La scelta del luogo può essere determinata anche da fattori contingenti o momentanei. 
Per questa definizione rientrano nel concetto di privata dimora:
- la casa, compreso il cortile, il garage, la cantina, l'orto, il terrazzo;
- la roulotte o tenda;
- uno studio professionale (Cass. Pen. 27/11/1996);
- una camera d'albergo;
- il laboratorio artigiano;
- un circolo privato;
- le aziende commerciali e industriali (Cass. Pen. 26/09/1978);
- le sedi dei partiti politici o associazioni culturali (Cass. Pen. 17/2/1970).